# I magnifici Brutos del West
I magnifici Brutos del West è un film del 1964 diretto da Marino Girolami con lo pseudonimo di Fred Wilson.

## Trama
I Brutos, quattro figli del West, decidono di ereditare un'agenzia di pompe funebri. Un cliente chiede di occuparsi di una bara pronta per un funerale, ma invece del morto c'è un tesoro di inestimabile valore. Durante il viaggio vengono attaccati e catturati dagli indiani. Il capo degli indiani intende che i Brutos sposino le loro figlie e risolvono il problema.